# Hochstädten (Bensheim)

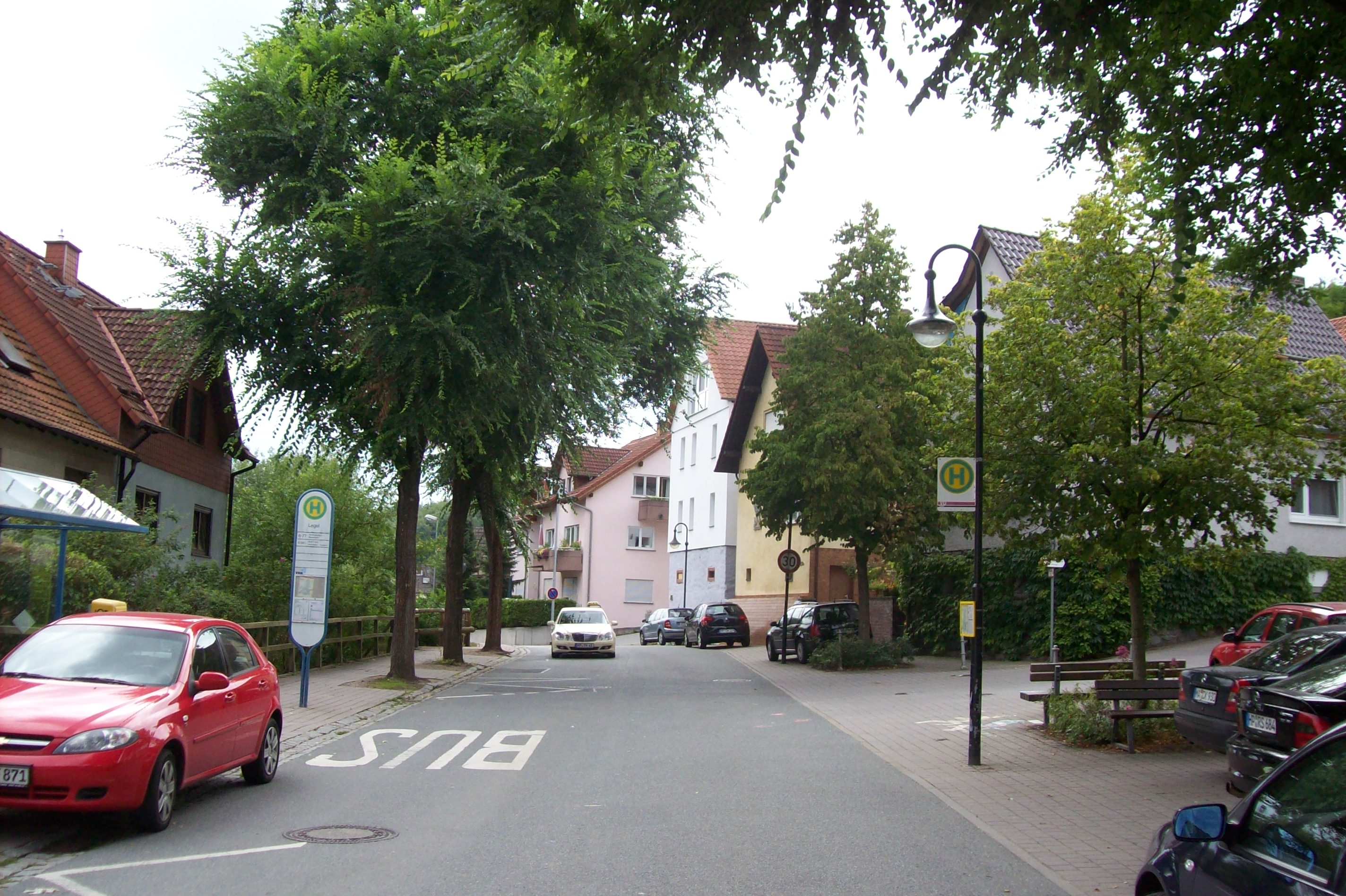
Die Ortsmitte von Hochstädten

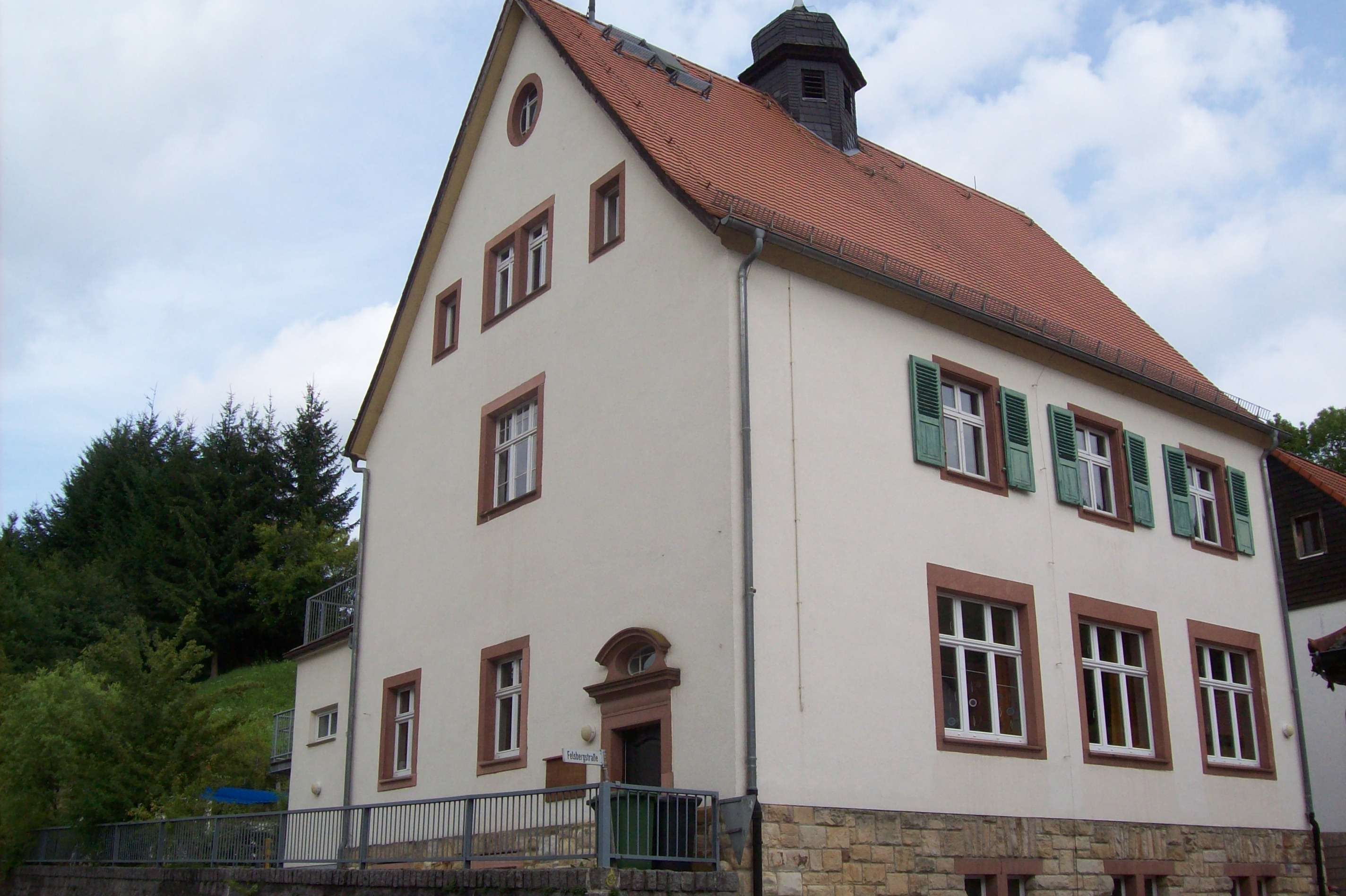
Das alte Schulhaus

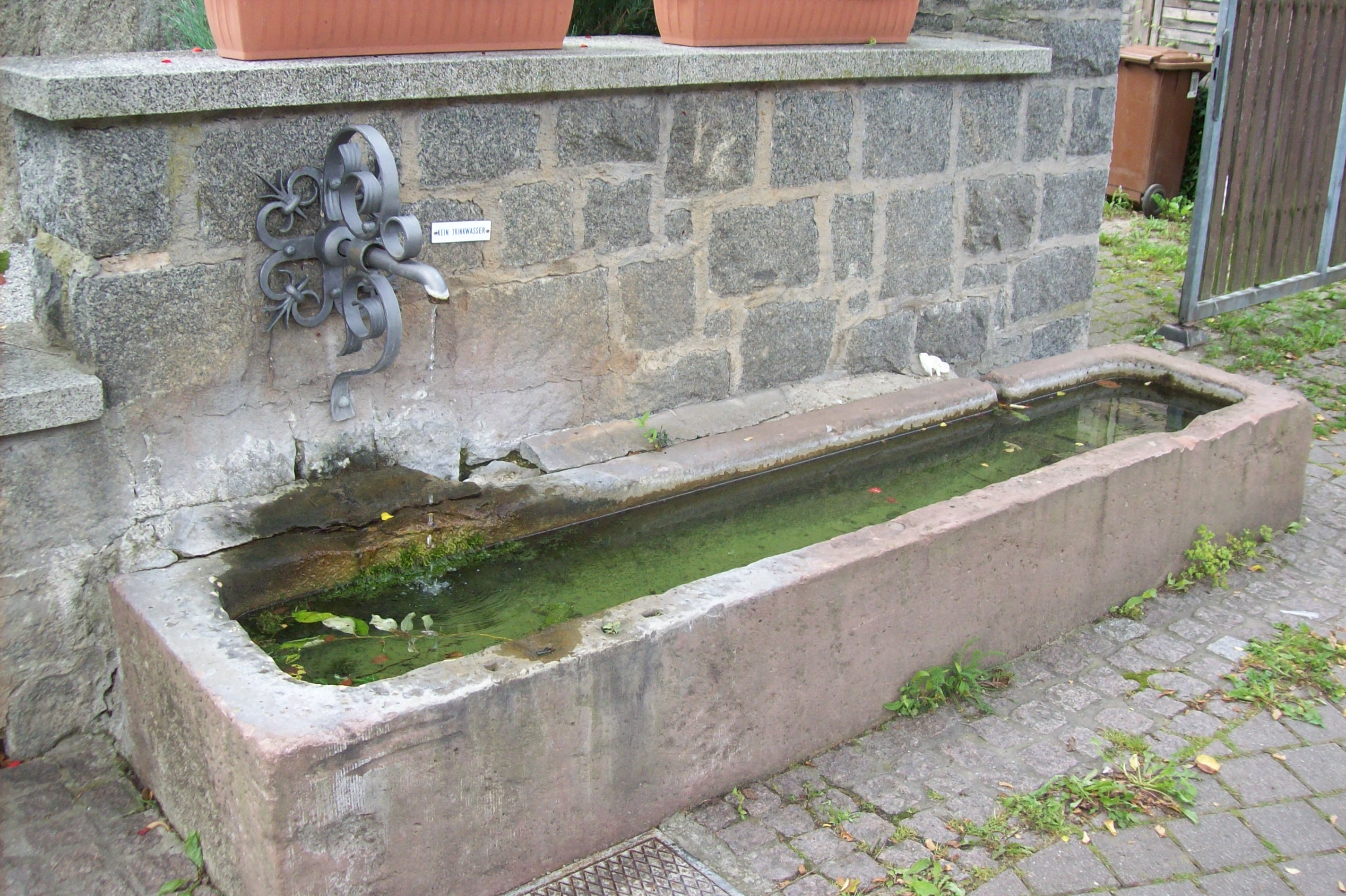
Alter Brunnen in der Ortsmitte

Hochstädten ist ein rund 750 Einwohner zählender Stadtteil von Bensheim an der Bergstraße. Es liegt nordöstlich von Bensheim im Mühltal, einem Tal des Vorderen Odenwaldes. Als einzige Verbindungsstraße führt die L 3103 durch Hochstädten in nordöstlicher Richtung nach Balkhausen, einem Ortsteil von Seeheim-Jugenheim und in südwestlicher Richtung nach Auerbach, einem Stadtteil von Bensheim.

## Geographische Lage
Hochstädten liegt im Landkreis Bergstraße in Südhessen in einem Tal des vorderen Odenwaldes, welches zur Oberrheinischen Tiefebene hinführt. Von der B3 in Auerbach kommend führt das Mühltal die L 3103, an der Auer, auch Mühlbach genannt, entlang, über Hochstädten und Balkhausen weiter auf die Kuralpe mit dem nahe gelegenen Felsenmeer und tiefer in den Odenwald. Die am nächsten liegenden Ortschaften sind Elmshausen im Südosten, Reichenbach im Osten, Balkhausen im Norden, Auerbach im Westen, Bensheim im Südwesten und Schönberg im Süden.
Hochstädten liegt am südöstlichen Fuß des Melibokus. Das Auerbacher Schloss und das Fürstenlager sind gut zu Fuß zu erreichen.

## Geschichte

### Ortsgeschichte
Das 1312 erstmals in einer katzenelnbogenschen Urkunde erwähnte Dorf entstand vermutlich aus einem Hof des „Adelhelm von Hovesteten“, der in einer nicht datierten Urkunde des Lorscher Codex genannt wird. In den historischen Unterlagen findet Hochstädten in den folgenden Jahrhunderten unter anderem mit diesen Ortsnamen Erwähnung: Houesteten (um 1200), Hobesteden (1318), Hoffsteten (1398–1400), Hofstaden (1431), Hofstetten (1435), Hochstätten (1745) und Hochstetten (1771).
Das Katzenelnbogener Erbe fiel mit Hochstädten 1479 an die Landgrafschaft Hessen. 1567 ging aus der Landgrafschaft Hessen die Landgrafschaft Hessen-Darmstadt als Fürstentum des Heiligen Römischen Reichs Deutscher Nation hervor. Nach dem Dreißigjährigen Krieg war das Dorf nahezu ausgestorben und wurde erst durch Siedler aus deutschen Ländern, aber auch aus Frankreich, Schweiz und Österreich wiederbelebt. Aus dieser Zeit stammt auch die Gründung der ersten Glashütte im Odenwald am Nordabhang des Felsbergs in der Hochstädter Gemarkung.
Bereits 50 Jahre nach Ende des Dreißigjährigen Krieges hatte die Region erneut schwer unter Kriegsfolgen zu leiden, als Frankreich versuchte seine Grenzen nach Osten zu verschieben. Erst mit dem Frieden von Rijswijk 1697, zogen sich die Franzosen hinter den Rhein zurück. Während der Napoleonische Kriege entsteht unter Druck Napoleons 1806 das Großherzogtum Hessen, in dem die Landgrafschaft Hessen-Darmstadt aufging. Das Großherzogtum Hessen war von 1815 bis 1866 ein Mitgliedstaat des Deutschen Bundes und danach ein Bundesstaat des Deutschen Reiches. Es bestand bis 1919, nach dem Ersten Weltkrieg wurde das Großherzogtum zum republikanisch verfassten Volksstaat Hessen. 1945 nach Ende des Zweiten Weltkriegs befand sich das Gebiet des heutigen Hessen in der amerikanischen Besatzungszone und durch Weisung der Militärregierung entstand das Bundesland Hessen in seinen heutigen Grenzen.
Unter hessischer Herrschaft wurde Hochstädten verwaltungsmäßig bis 1820 Teil des hessischen Amts Zwingenberg, das ab 1806 zur Provinz Starkenburg des Großherzogtums Hessen gehörte. 1821 wurden im Rahmen einer umfassenden Verwaltungsreform die Amtsvogteien in den Provinzen Starkenburg und Oberhessen des Großherzogtums aufgelöst und Landratsbezirke eingeführt, wobei Hochstädten dem Landratsbezirk Bensheim zugeordnet wurde. Im Rahmen dieser Reform wurden auch Landgerichte geschaffen, die jetzt unabhängig von der Verwaltung waren. Für den Landratsbezirk Bensheim war das Amtsgericht Zwingenberg als Gericht erster Instanz zuständig.
Die Statistisch-topographisch-historische Beschreibung des Großherzogthums Hessen berichtet 1829 über Hochstädten:

„Hochstädten (L. Bez. Bensheim) luth. Filialdorf: liegt 1 St. von Bensheim, und hat 27 Häuser und 201 luth. Einwohner. Es finden sich 2 Oelmühlen, mit denen eine Mahl Mühle verbunden ist, und die Gemarkung enthält Kalksteinbrüche und Quellen von Sauerwasser, welche letztere aber nicht benutzt werden. Auch findet sich ein verlassenes Bleibergwerk.“

1832 wurden die Einheiten ein weiteres Mal vergrößert und es wurden Kreise geschaffen. Dadurch gelangte Hochstädten in den Kreis Bensheim. Infolge der Märzrevolution 1848 wurden mit dem „Gesetz über die Verhältnisse der Standesherren und adeligen Gerichtsherren“ vom 15. April 1848 die standesherrlichen Sonderrechte endgültig aufgehoben.
Darüber hinaus wurden in den Provinzen, die Kreise und die Landratsbezirke des Großherzogtums am 31. Juli 1848 abgeschafft und durch „Regierungsbezirke“ ersetzt, was jedoch bereits am 12. Mai 1852 wieder rückgängig gemacht wurde. Dadurch gehörte Hochstädten von 1848 bis 1852 zum Regierungsbezirk Heppenheim, bevor wieder der Kreis Bensheim für die übergeordnete Verwaltung zuständig war. Die hessischen Provinzen Starkenburg, Rheinhessen und Oberhessen wurden 1937 nach der 1936 erfolgten Auflösung der Provinzial- und Kreistage aufgehoben. Zum 1. November 1938 trat dann eine umfassende Gebietsreform auf Kreisebene in Kraft. In der ehemaligen Provinz Starkenburg war der Kreis Bensheim besonders betroffen, da er aufgelöst und zum größten Teil dem Kreis Heppenheim zugeschlagen wurde. Der Kreis Heppenheim übernahm auch die Rechtsnachfolge des Kreises Bensheim und erhielt den neuen Namen Landkreis Bergstraße.
Die zuständige Gerichtsbarkeit war während der Zugehörigkeit zu Hessen, von 1821 bis 1879 das Landgericht Zwingenberg und von 1879 daraus hervorgegangene Amtsgericht Zwingenberg. Ab 1934 wurde der Amtsgerichtsbereich von Zwingenberg aufgehoben und dem Amtsgericht Bensheim zugeschlagen, welches bis heute zuständig ist.
1901 wurde der Hochstädter Sportverein, 1904 der momentan ruhende Gesangverein, 1908 die Freiwillige Feuerwehr, 1960 deren Spielmannszug und 1964 der Kerwe- und Heimatverein gegründet.
Nachdem Hochstädten jahrhundertelang ein landwirtschaftlich geprägter Ort war, gibt es heute nur noch einen Vollerwerbs- und einen Nebenerwerbsbetrieb.
Eng verbunden mit dem Dorf ist die Geschichte des Abbaus des Auerbacher Marmors, seit 1865 in größerem Umfang durch die Firma Hoffmann, die aus dem Gestein hauptsächlich Kalk brannte. Im Jahre 1905 ging die Firma durch Kauf an Ludwig Linck über, dessen Sohn Karl Linck den gesetzlich geschützten „Marmorit“-Trockenmörtel entwickelt hatte.

Eine Geschichte mit historischen Leerstellen
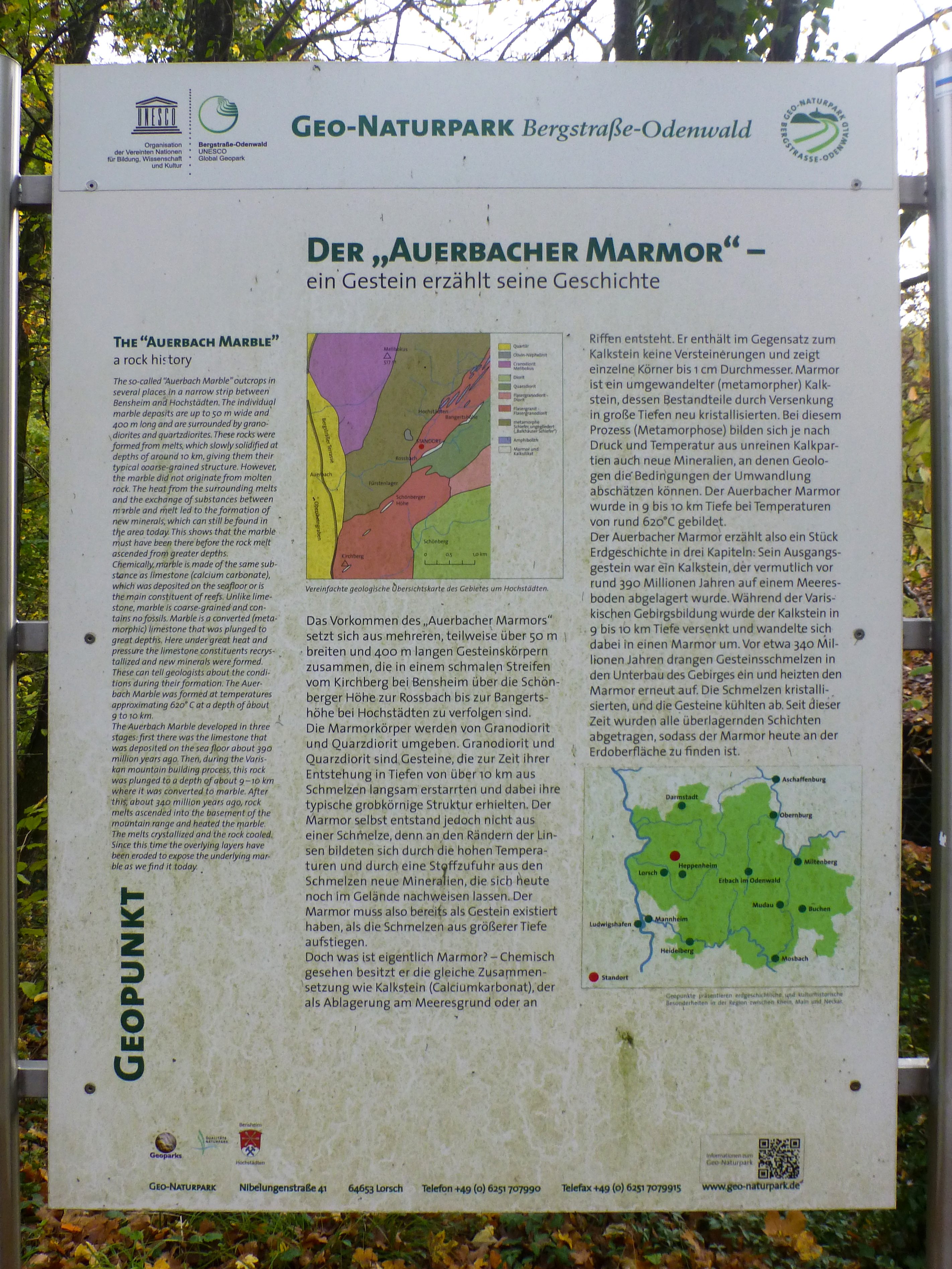
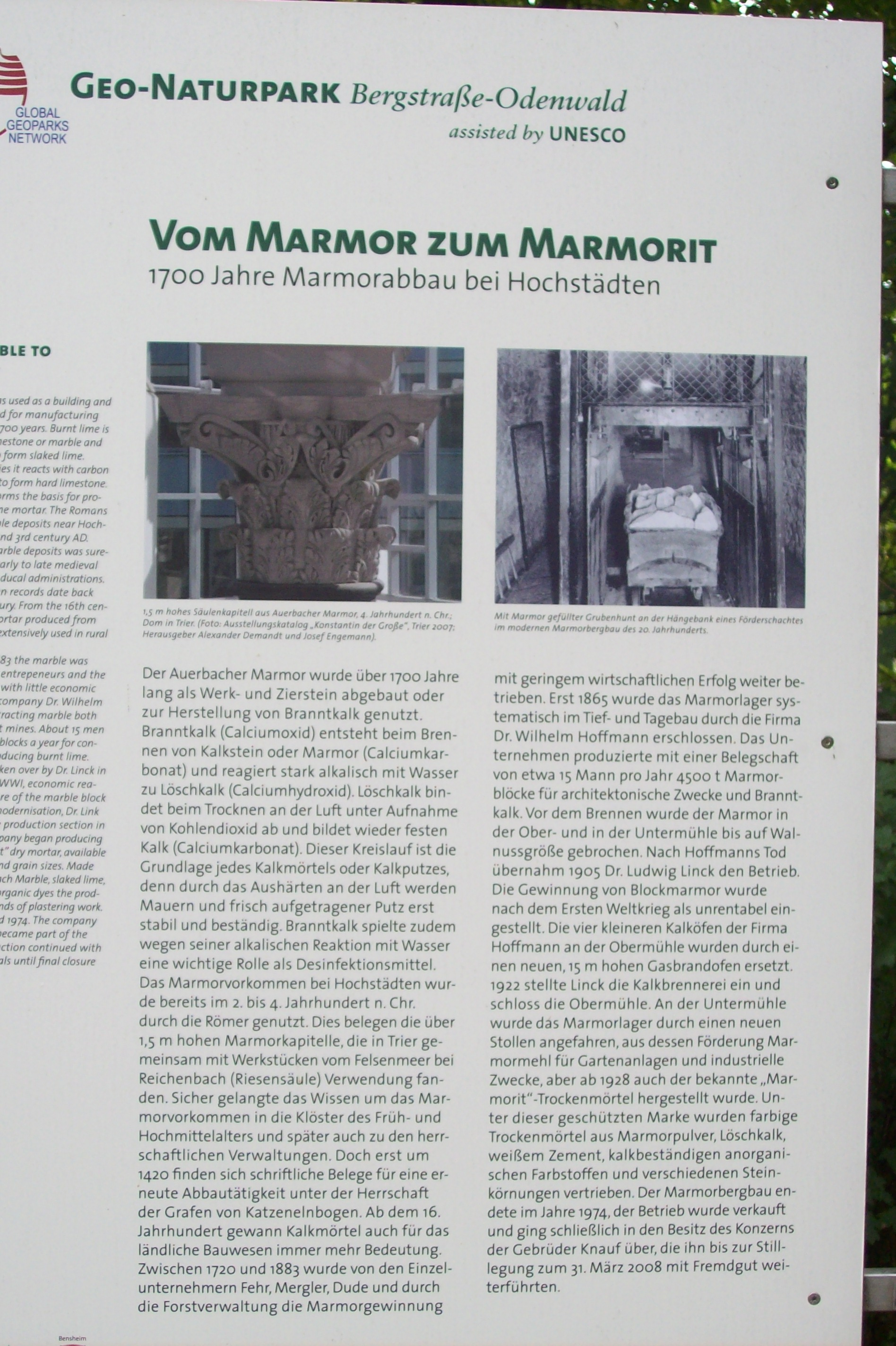

Gegen Ende des Zweiten Weltkrieges arbeiteten ca. 130 griechische Zwangsarbeiter in dem Hochstädter Marmorit-Werk. Nach Gerichtsakten arbeiteten sie unter „schrecklichen Bedingungen“ für den Darmstädter Fabrikanten Hans Heymann. Qualifizierte KZ-Häftlinge, wie Techniker, Zeichner, Konstrukteure und Chemiker ließ er ab 1944 für sich arbeiten. 1944 hatte er unter anderem ein KZ-Außenlager errichten lassen, um in einem unterirdischen Stollen des Marmoritwerkes – geschützt vor den Bomben der Alliierten – kriegswichtige Rüstungstechnik zu produzieren. Bei dem Aufbau der Fabrik kamen 13 Zwangsarbeiter ums Leben. Auch KZ-Häftlinge wurden hier eingesetzt. Auf einer Karte im KZ Buchenwald sind Bensheim und Heppenheim als Außenlager des KZs Natzweiler-Struthof im Elsass verzeichnet. Das Kommando des Außenlagers existierte von August 1944 bis März 1945. Die Gefangenen waren in Holzbaracken auf dem Gelände der Firma Friedrich Sanner in Bensheim-Auerbach untergebracht und mussten täglich den kilometerlangen Fußmarsch auf sich nehmen.
Als Ende März die Amerikanischen Truppen den Rhein erreicht hatten, wurde das Lager evakuiert und die Insassen mussten unter strenger Bewachung den langen Marsch bis nach Schwäbisch Hall antreten, von wo sie ins KZ Dachau weitertransportiert wurden. Dort kamen noch etliche der Gefangenen ums Leben, bevor sie am Tegernsee von den Amerikanern befreit wurden.
Im Jahr 1961 wurde die Gemarkungsgröße mit 388 ha angegeben, davon waren 140 ha Wald.
Im Frühjahr 2004 geriet Hochstädten in die Schlagzeilen, als Neonazis versuchten eine unbenutzte Halle in Hochstädten anzumieten und es in der Folge zu Auseinandersetzungen kam.
Das Marmorit-Werk das am Ende zur Firmengruppe Knauf gehörte wurde nach 143 Jahren Werkgeschichte zum 31. März 2008 geschlossen.
Hessische Gebietsreform (1970–1977)
Im Zuge der Gebietsreform in Hessen wurde zum 31. Dezember 1971 die bis dahin selbständige Gemeinde Hochstädten auf freiwilliger Basis ein Stadtteil von Bensheim. Für Hochstädten wurde wie für die übrigen Stadtteile von Bensheim ein Ortsbezirk mit Ortsbeirat und Ortsvorsteher nach der Hessischen Gemeindeordnung eingerichtet.
2007 entstand das neue Wappen von Hochstädten nach einem Konzept des Heraldikers Frieder Boss, Mitarbeiter des Hessischen Staatsarchivs in Darmstadt.

### Verwaltungsgeschichte im Überblick
Die folgende Liste zeigt die Staaten und Verwaltungseinheiten, denen Hochstädten angehört(e):
- vor 1479: Heiliges Römisches Reich, Grafschaft Katzenelnbogen, Obergrafschaft Katzenelnbogen, Amt Zwingenberg
- ab 1479: Heiliges Römisches Reich, Landgrafschaft Hessen, Obergrafschaft Katzenelnbogen, Amt Zwingenberg
- ab 1567: Heiliges Römisches Reich, Landgrafschaft Hessen-Darmstadt, Obergrafschaft  Katzenelnbogen (1783: Amt Zwingenberg und Jägersburg)
- ab 1803: Heiliges Römisches Reich, Landgrafschaft Hessen-Darmstadt, Fürstentum Starkenburg, Amt Zwingenberg und Jägersburg
- ab 1806: Großherzogtum Hessen,[Anm. 2] Fürstentum Starkenburg, Amt Zwingenberg und Jägersburg
- ab 1815: Großherzogtum Hessen, Provinz Starkenburg, Amt Zwingenberg
- ab 1821: Großherzogtum Hessen, Provinz Starkenburg, Landratsbezirk Bensheim[Anm. 3]
- ab 1832: Großherzogtum Hessen, Provinz Starkenburg, Kreis Bensheim
- ab 1848: Großherzogtum Hessen, Regierungsbezirk Heppenheim
- ab 1852: Großherzogtum Hessen, Provinz Starkenburg, Kreis Bensheim
- ab 1871: Deutsches Reich,[Anm. 4] Großherzogtum Hessen, Provinz Starkenburg, Kreis Bensheim
- ab 1918: Deutsches Reich, Volksstaat Hessen,[Anm. 5] Provinz Starkenburg, Kreis Bensheim
- ab 1938: Deutsches Reich, Volksstaat Hessen, Landkreis Bergstraße[18][Anm. 6]
- ab 1945: Deutsches Reich, Amerikanische Besatzungszone,[Anm. 7] Groß-Hessen, Regierungsbezirk Darmstadt, Landkreis Bergstraße
- ab 1946: Deutsches Reich, Amerikanische Besatzungszone, Hessen, Regierungsbezirk Darmstadt, Landkreis Bergstraße
- ab 1949: Bundesrepublik Deutschland, Hessen, Regierungsbezirk Darmstadt, Landkreis Bergstraße
- ab 1971: Bundesrepublik Deutschland, Hessen, Regierungsbezirk Darmstadt, Landkreis Bergstraße, Stadt Bensheim

## Bevölkerung

### Einwohnerentwicklung
| • 1629: | 010 Hausgesesse          |
| • 1791: | 143 Einwohner            |
| • 1800: | 148 Einwohner            |
| • 1806: | 172 Einwohner, 24 Häuser |
| • 1829: | 201 Einwohner, 27 Häuser |
| • 1867: | 247 Einwohner, 38 Häuser |

| Hochstädten: Einwohnerzahlen von 1791 bis 2023 | Hochstädten: Einwohnerzahlen von 1791 bis 2023 | Hochstädten: Einwohnerzahlen von 1791 bis 2023 | Hochstädten: Einwohnerzahlen von 1791 bis 2023 | Hochstädten: Einwohnerzahlen von 1791 bis 2023 |
| --- | ---------------------------------------------- | ---------------------------------------------- | ---------------------------------------------- | ---------------------------------------------- |
| Jahr |                                                |                                                |                                                | Einwohner                                      |
| 1791 | 1791                                           |                                                | 143                                            | 143                                            |
| 1800 | 1800                                           |                                                | 148                                            | 148                                            |
| 1806 | 1806                                           |                                                | 172                                            | 172                                            |
| 1829 | 1829                                           |                                                | 201                                            | 201                                            |
| 1834 | 1834                                           |                                                | 242                                            | 242                                            |
| 1840 | 1840                                           |                                                | 267                                            | 267                                            |
| 1846 | 1846                                           |                                                | 267                                            | 267                                            |
| 1852 | 1852                                           |                                                | 264                                            | 264                                            |
| 1858 | 1858                                           |                                                | 238                                            | 238                                            |
| 1864 | 1864                                           |                                                | 229                                            | 229                                            |
| 1871 | 1871                                           |                                                | 269                                            | 269                                            |
| 1875 | 1875                                           |                                                | 256                                            | 256                                            |
| 1885 | 1885                                           |                                                | 272                                            | 272                                            |
| 1895 | 1895                                           |                                                | 213                                            | 213                                            |
| 1905 | 1905                                           |                                                | 242                                            | 242                                            |
| 1910 | 1910                                           |                                                | 262                                            | 262                                            |
| 1925 | 1925                                           |                                                | 264                                            | 264                                            |
| 1939 | 1939                                           |                                                | 281                                            | 281                                            |
| 1946 | 1946                                           |                                                | 388                                            | 388                                            |
| 1950 | 1950                                           |                                                | 399                                            | 399                                            |
| 1956 | 1956                                           |                                                | 359                                            | 359                                            |
| 1961 | 1961                                           |                                                | 323                                            | 323                                            |
| 1967 | 1967                                           |                                                | 406                                            | 406                                            |
| 1970 | 1970                                           |                                                | 406                                            | 406                                            |
| 1980 | 1980                                           |                                                | ?                                              | ?                                              |
| 1990 | 1990                                           |                                                | ?                                              | ?                                              |
| 2000 | 2000                                           |                                                | ?                                              | ?                                              |
| 2007 | 2007                                           |                                                | 726                                            | 726                                            |
| 2010 | 2010                                           |                                                | 695                                            | 695                                            |
| 2011 | 2011                                           |                                                | 669                                            | 669                                            |
| 2015 | 2015                                           |                                                | 684                                            | 684                                            |
| 2019 | 2019                                           |                                                | 712                                            | 712                                            |
| 2023 | 2023                                           |                                                | 745                                            | 745                                            |
| Datenquelle: Historisches Gemeindeverzeichnis für Hessen: Die Bevölkerung der Gemeinden 1834 bis 1967. Wiesbaden: Hessisches Statistisches Landesamt, 1968. Weitere Quellen: LAGIS; Stadt Bensheim; Zensus 2011 |                                                |                                                |                                                |                                                |

### Einwohnerstruktur 2011
Nach den Erhebungen des Zensus 2011 lebten am Stichtag dem 9. Mai 2011 in Hochstädten 669 Einwohner. Darunter waren 36 (5,4 %) Ausländer.
Nach dem Lebensalter waren 123 Einwohner unter 18 Jahren, 303 waren zwischen 18 und 49, 126 zwischen 50 und 64 und 120 Einwohner waren älter. Die Einwohner lebten in 279 Haushalten. Davon waren 72 Singlehaushalte, 84 Paare ohne Kinder und 99 Paare mit Kindern, sowie 18 Alleinerziehende und 6 Wohngemeinschaften. In 51 Haushalten lebten ausschließlich Senioren und in 195 Haushaltungen leben keine Senioren.

### Historische Religionszugehörigkeit
| • 1829: | 201 lutheranische (= 100 %) Einwohner                              |
| • 1961: | 272 evangelische (= 84,21 %), 46 katholische (= 14,24 %) Einwohner |

## Politik
Für Gronau besteht ein Ortsbezirk (Gebiete der ehemaligen Gemeinde Fehlheim) mit Ortsbeirat und Ortsvorsteher nach der Hessischen Gemeindeordnung.
Der Ortsbeirat besteht aus sieben Mitgliedern.

### Ortsbeirat
Die Kommunalwahl der letzten Jahre lieferte folgendes Ergebnisse:
| Parteien und Wählergemeinschaften | Parteien und Wählergemeinschaften | % 2021 | Sitze 2021 | % 2016 | Sitze 2016 | % 2011 | Sitze 2011 |
| DGH                               | Dorfgemeinschaft Hochstädten      | 100    | 7          | 100    | 7          | 100    | 7          |
| Wahlbeteiligung in %              | Wahlbeteiligung in %              | 62,9   | 62,9       | 45,9   | 45,9       | 55,7   | 55,7       |

### Ortsvorsteher
Wahlergebnis 2021:
- Ortsvorsteherin: Sabine Hinterkeuser-Freye (DGH)
- Stellvertreter: Alexander Bockenheimer (DGH)

### Wappen
Das Siegel aus dem Jahre 1579 zeigt ein Wappen mit dem heiligen Sebastian in typischer Pose, an eine Säule gebunden und von Pfeilen durchbohrt. 2007 entstand das neue Wappen der Gemeinde nach einem Konzept des Heraldikers Frieder Boss (†), Mitarbeiter des Hessischen Staatsarchivs in Darmstadt.

## Sehenswürdigkeiten und Kultur

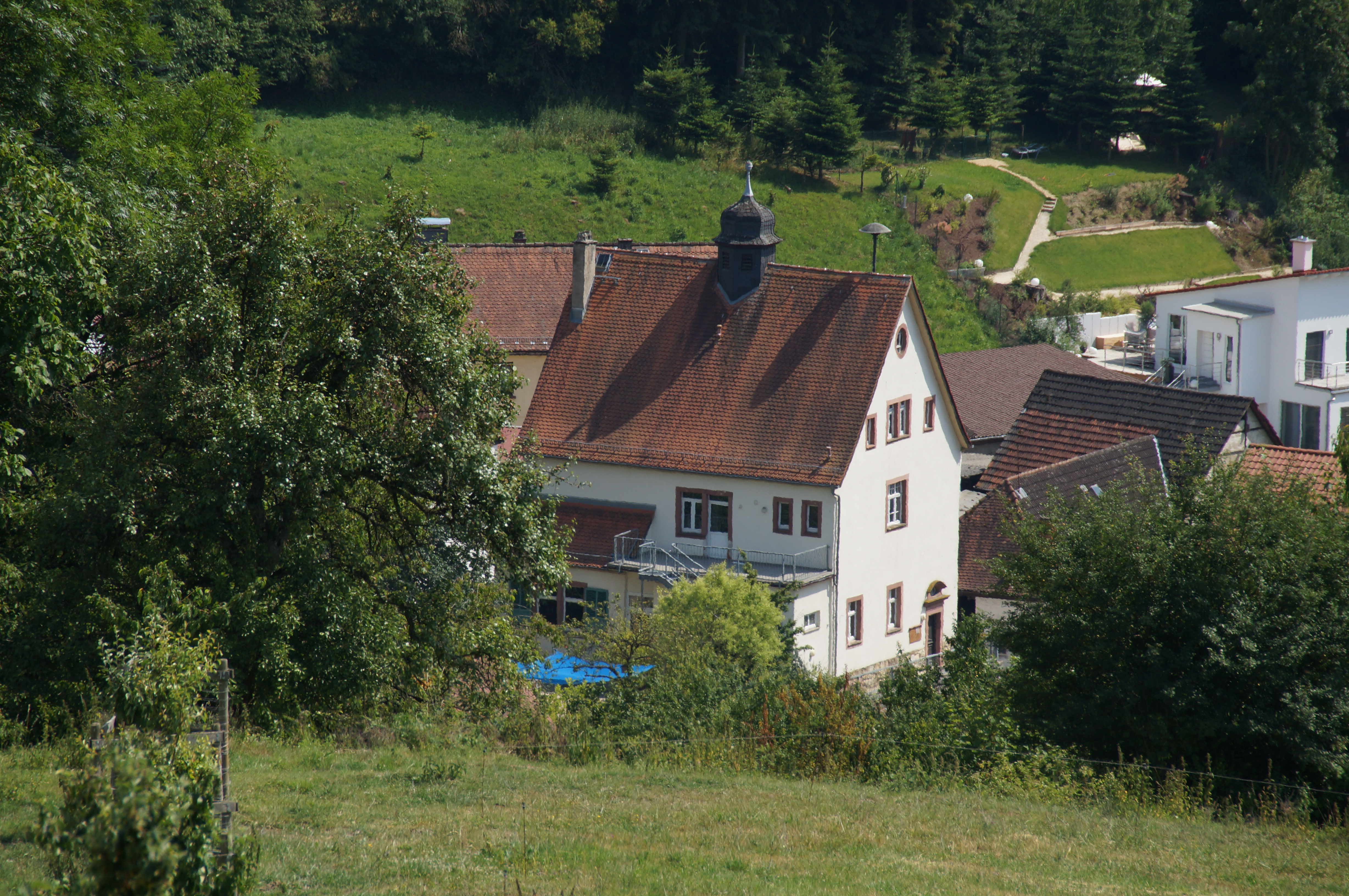
Das alte Schulhaus in Hochstädten und der jetzige Kindergarten Regenbogen

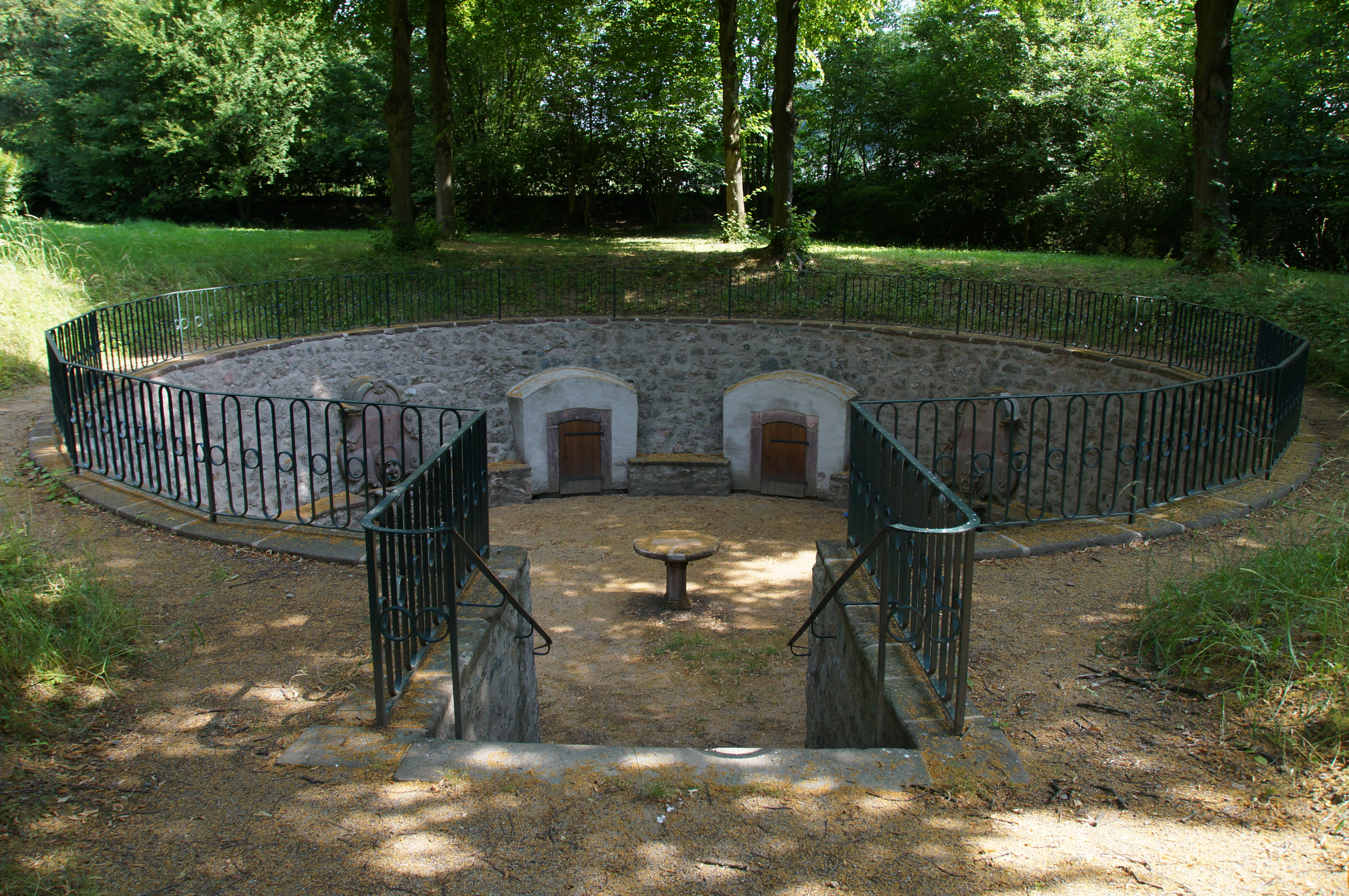
Der Goethebrunnen in Hochstädten gehört noch zum Fürstenlager

- Die giebelständigen Fachwerkhäuser aus dem 17. Jahrhundert reihen sich beiderseits entlang der Dorfstraße. Typisch für diese Zeit ist das Fachwerkhaus Mühltalstraße 269, geschmückt mit Mannfiguren und Andreaskreuz. An der Einmündung Mühltalstraße – Felsbergstraße steht das 1906/07 erbaute ehemalige Schulhaus, heute Kindergarten, dessen Obergeschoss als Lehrerwohnung diente und heute als Dorfgemeinschaftsraum und Kindergarten genutzt wird.

- Der Goethebrunnen in Hochstädten ist Teil der Gesamtanlage „Fürstenlager“ und wurde im Jahr 2013 aufwendig restauriert. Von hier gibt es schöne Wanderwege ins Fürstenlager.

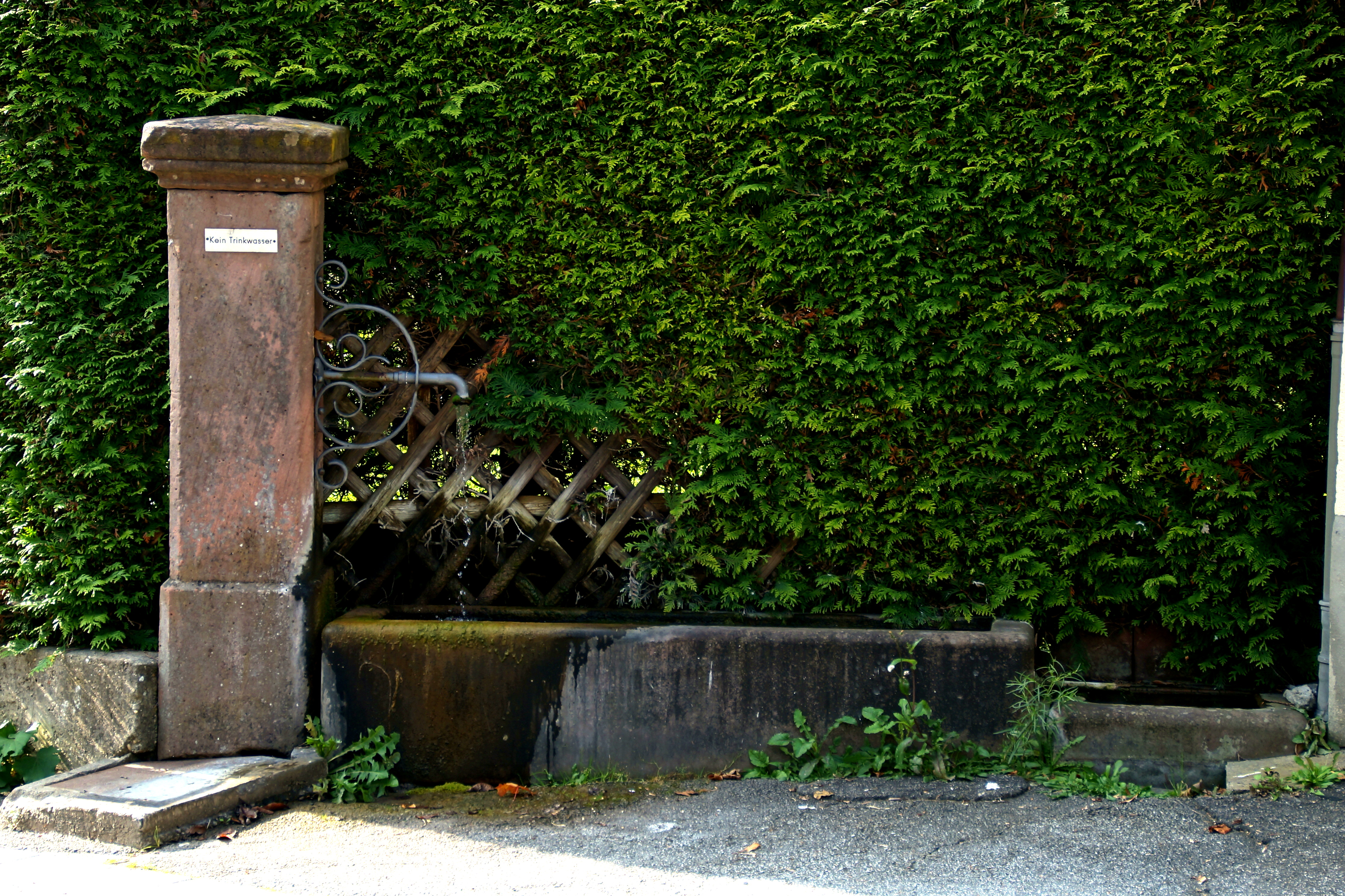
Kulturdenkmal Mühltalstr.276
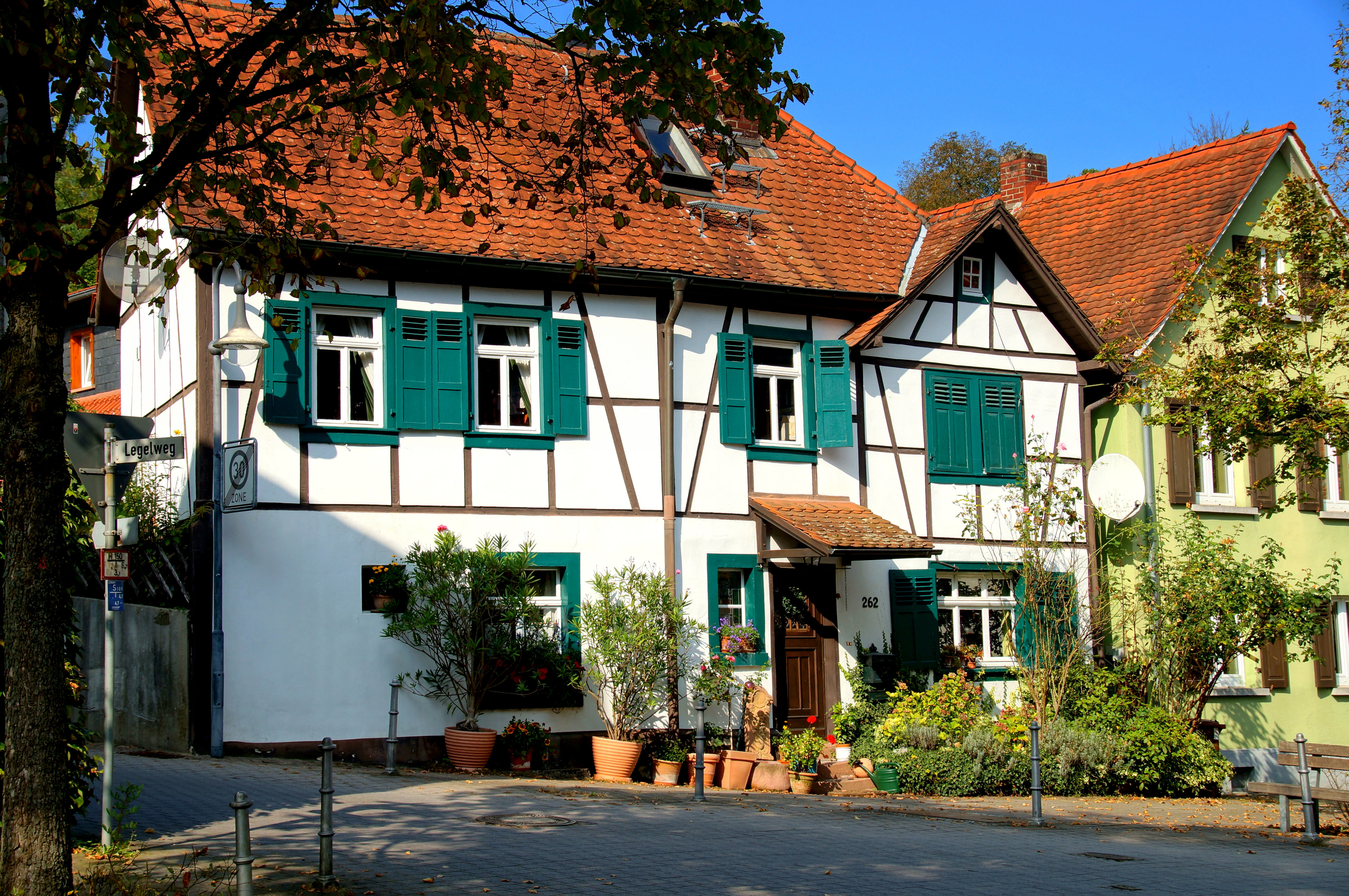
Hochstädten am Marktplatz
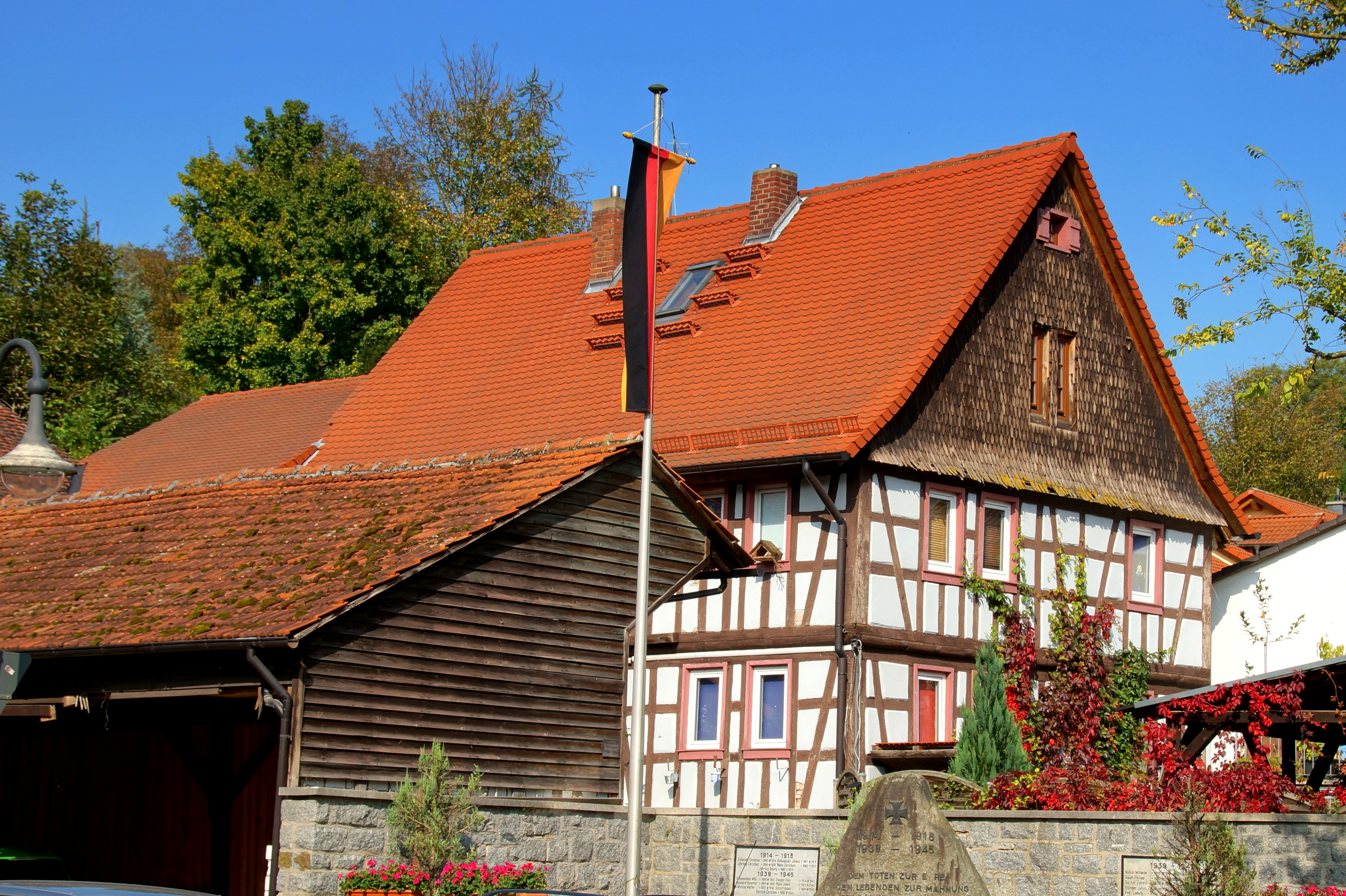
Kulturdenkmal Mühltalstr. 266
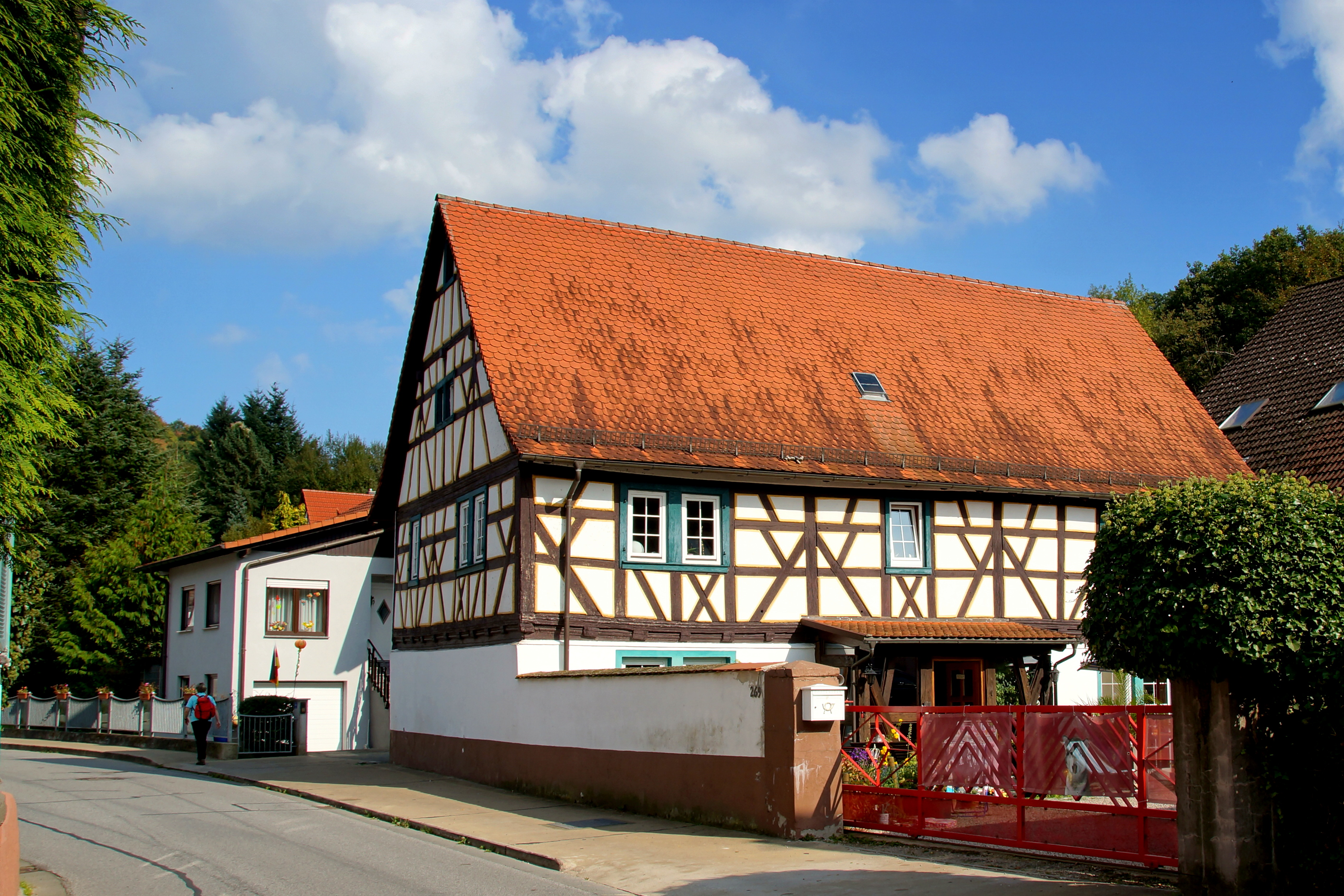
Kulturdenkmal Hochstädten Mühltalstr. 269
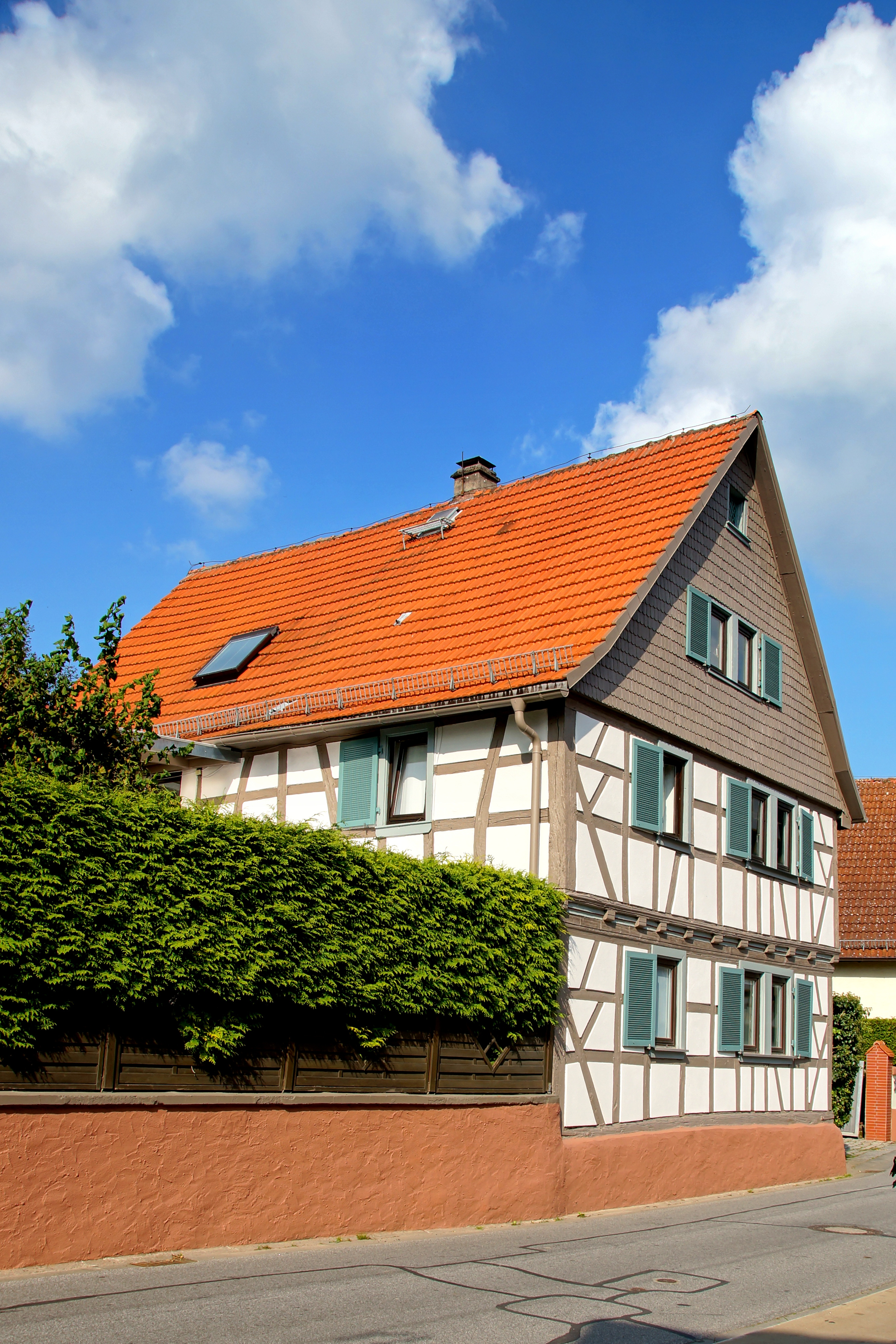
Kulturdenkmal Mühltalstr. 272
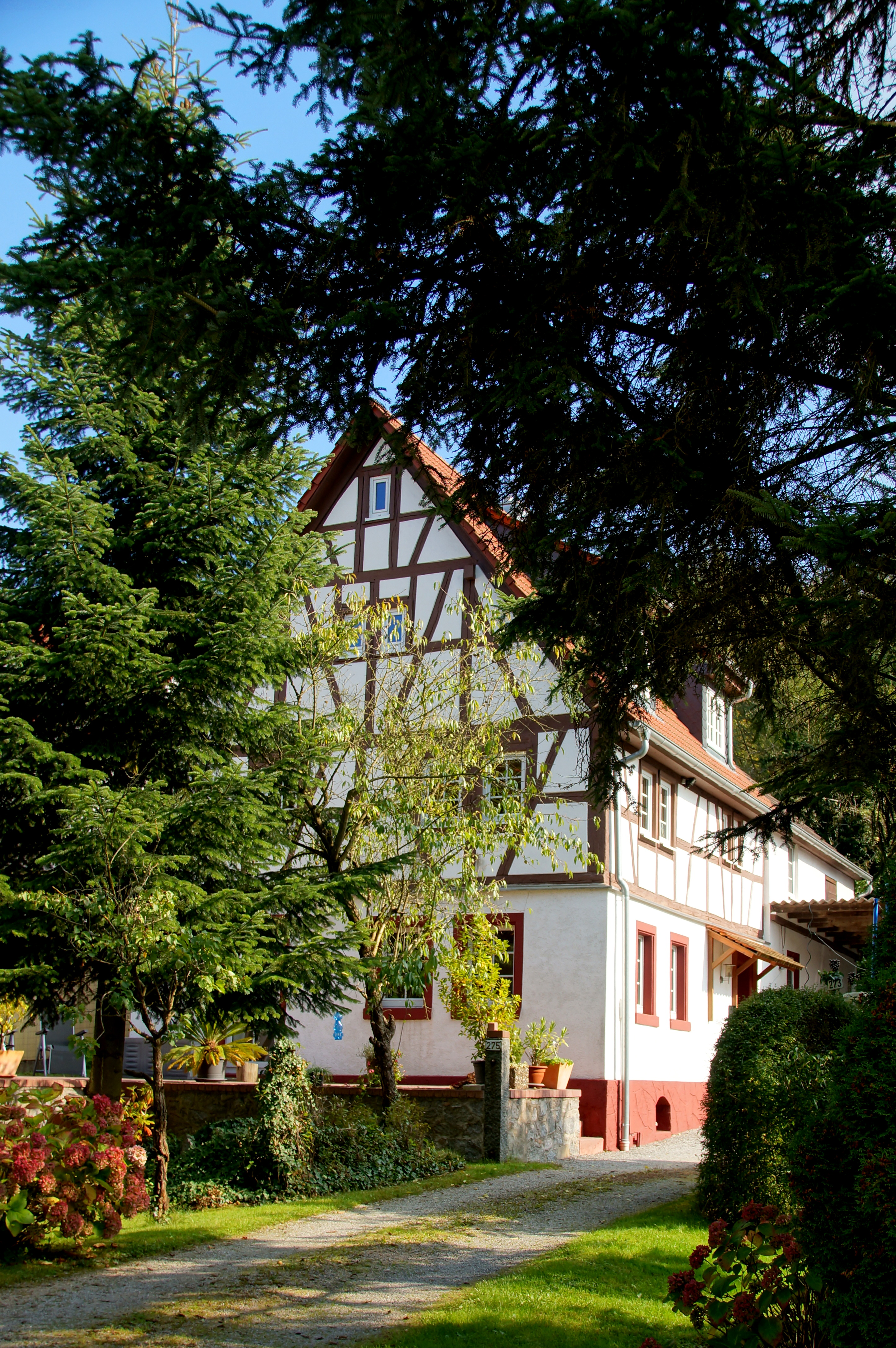
Kulturdenkmal Mühltalstr. 275
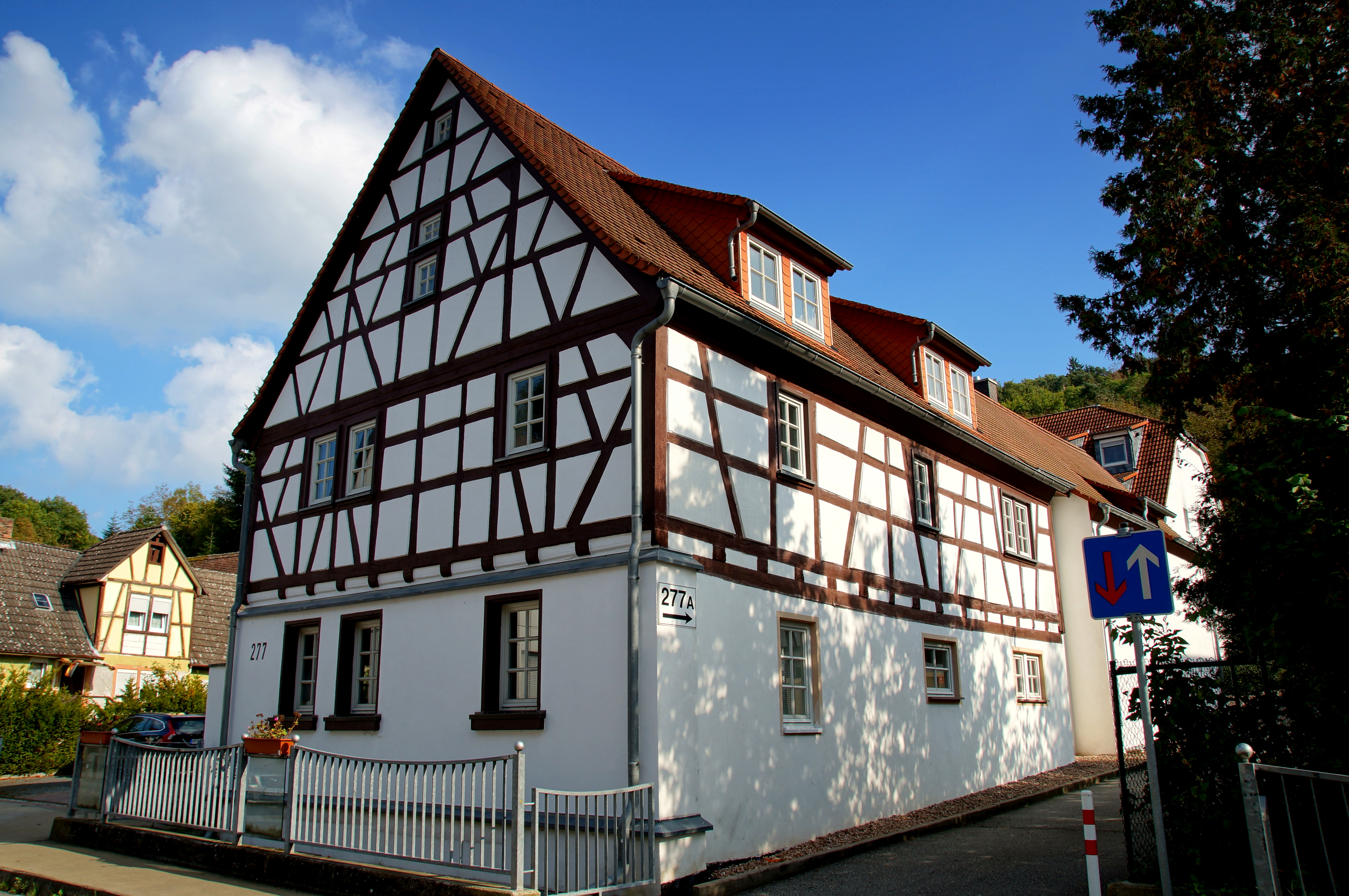
Kulturdenkmal Mühltalstr. 277
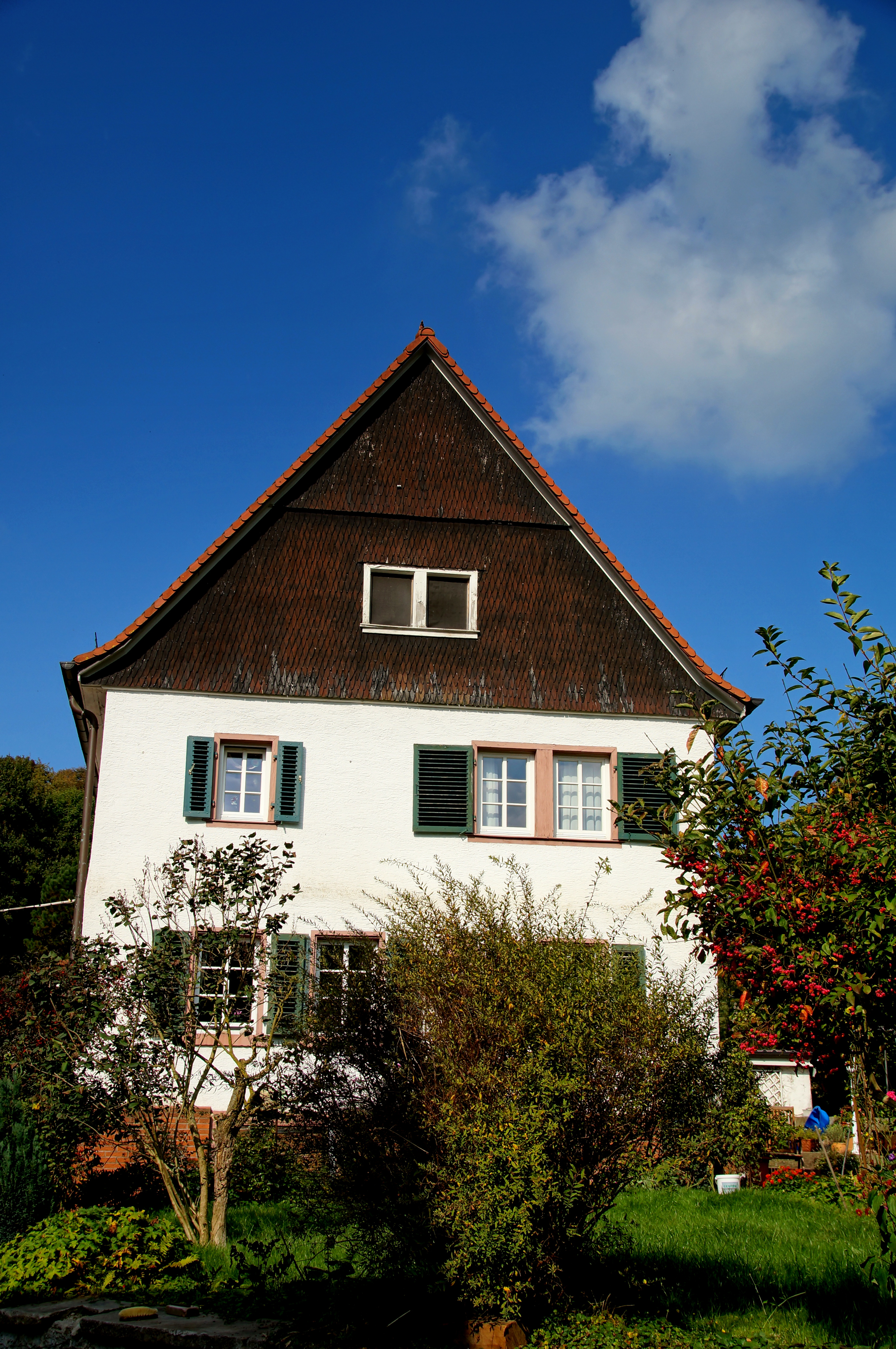
Kulturdenkmal Mühltalstr. 298
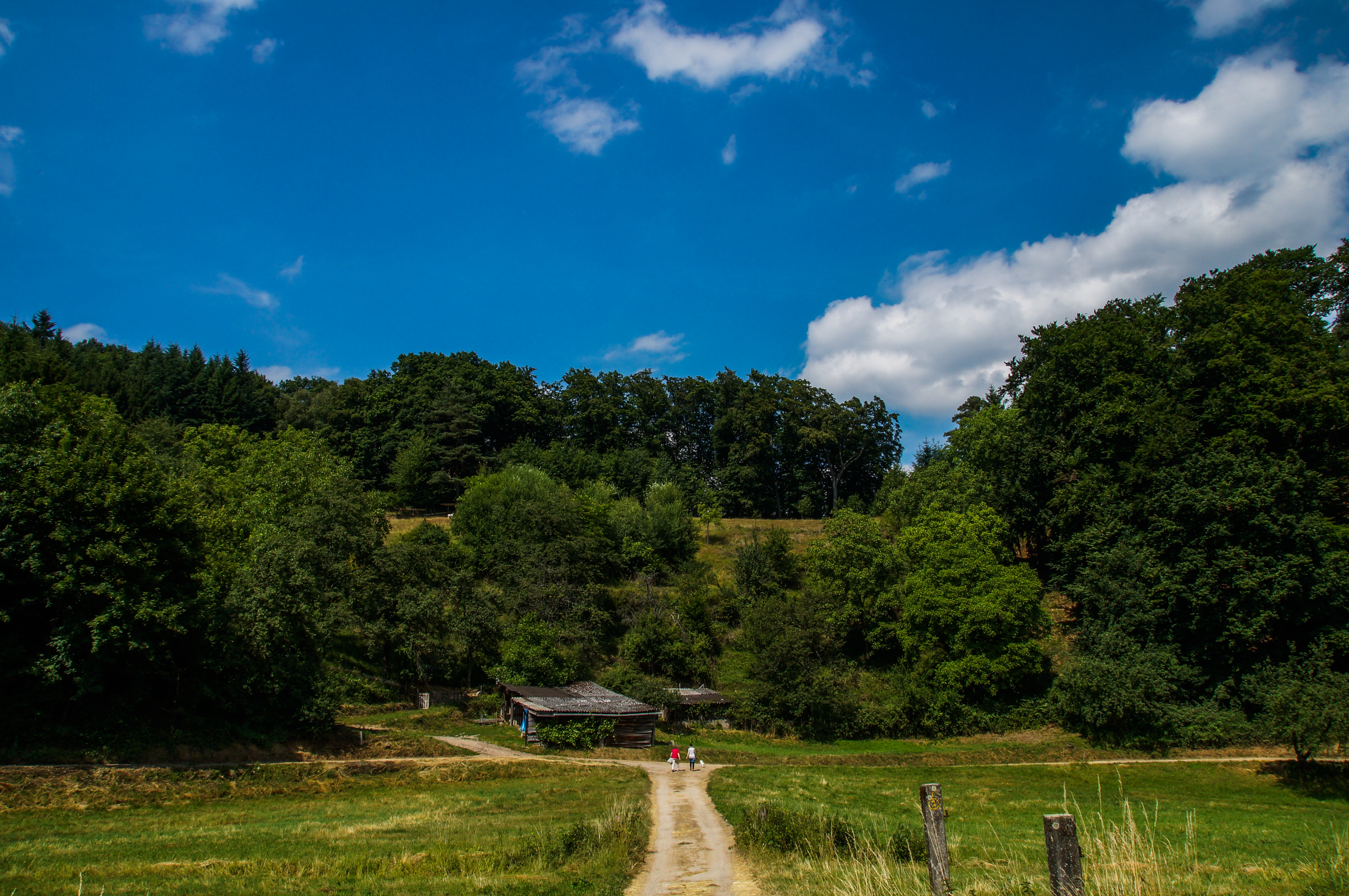
Hochstädter Wiesen und Wälder
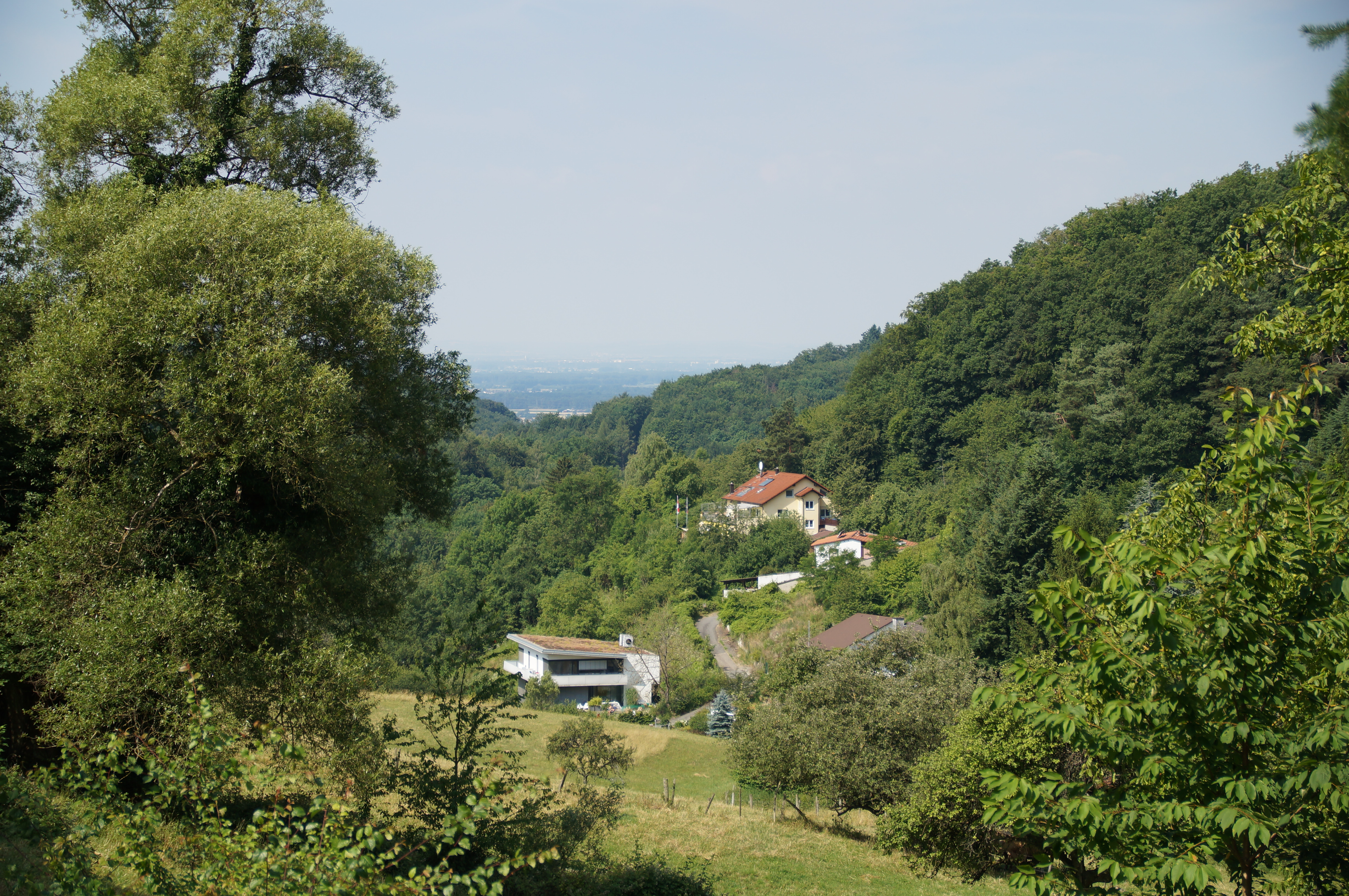
Aussicht vom Friedensmal

### Religionsgemeinschaften
- Evangelische Kirchengemeinde Bensheim-Auerbach und Hochstädten, mit der Bergkirche in Auerbach
- Katholische Kirchengemeinde „Heilig Kreuz“ Bensheim-Auerbach und Hochstädten, mit der Heilig-Kreuz-Kirche in Auerbach

### Vereine
- KHV Hochstädten – Kerwe- und Heimatverein Hochstädten[27]
- HSV Hochstädter Sportverein[28]
- Freiwillige Feuerwehr Hochstädten[29]
- Friedensmal Wendepunkt e. V.[30]
- Förderverein Hochstädten e.V Hochstädter-Haus

### Jerusalem Friedensmal

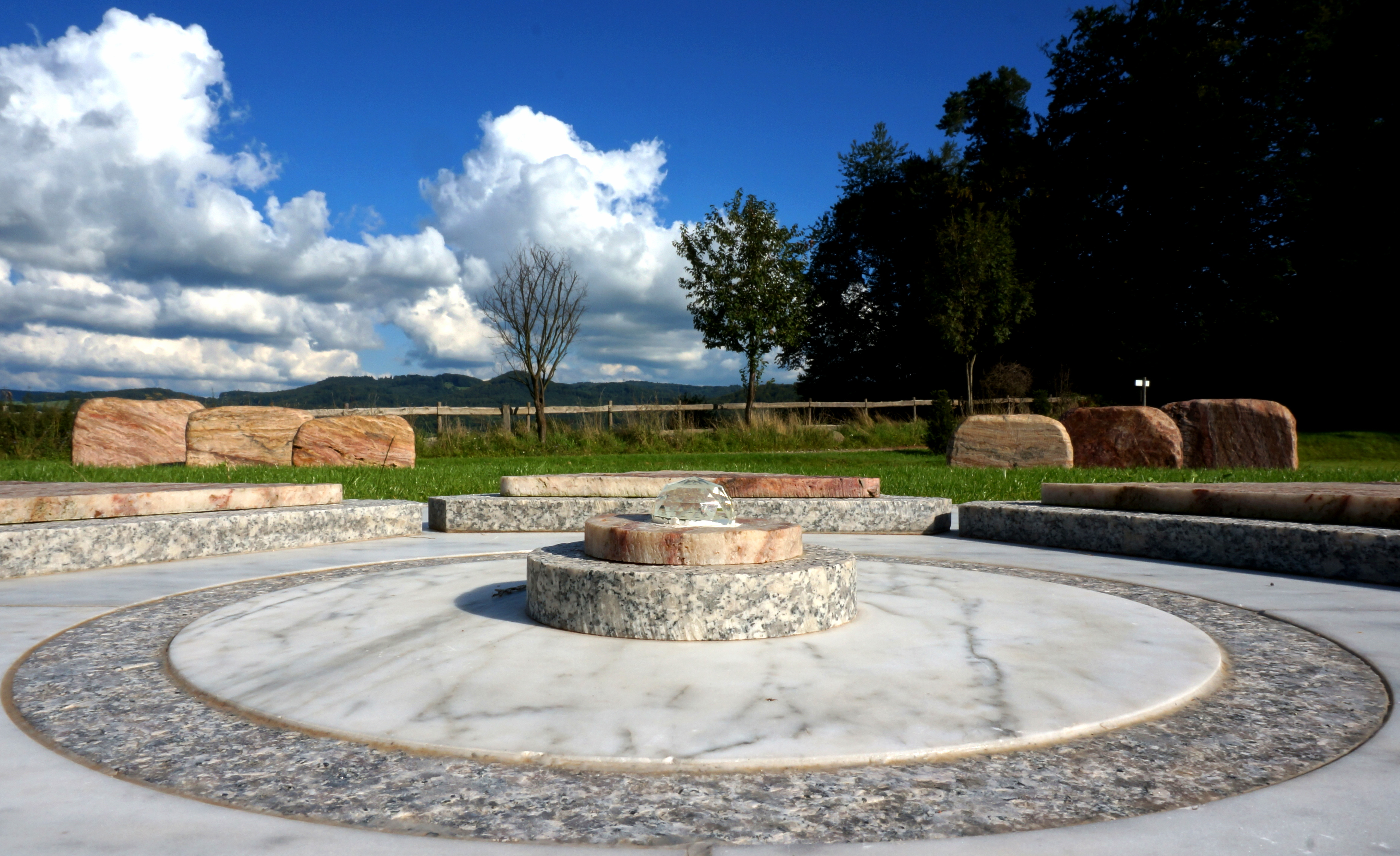
Das Friedensmal auf einer Anhöhe in Hochstädten

Auf einer Anhöhe in der Gemarkung Hochstädten wurde auf Initiative von Thomas Zieringer und dem Verein Friedensmal Wendepunkt ein Denkmal errichtet, das als Jerusalem Friedensmal bezeichnet wird. Es besteht aus dem 26 m durchmessenden Friedensmal, umrahmt von einem Garten der Freiheit mit einem Grenzstein, der die Inschrift Yerushalayim trägt. Das Friedensmal ist dem inneren Weg gewidmet und damit einem Frieden, den man mit seinem Reden und Handeln nach außen in die Welt trägt. In der Mitte des Friedensmals findet man die Rose des Schalom. In ihre Blüte ist das hebräische Wort „Chai“ eingeschrieben, das heißt leben.
Das Denkmal zeigt im Bewusstsein des Leidens einen Weg der Heilung und neuen Lebens. Das auch auf Informationstafeln am Ort angesprochene Thema ist auf kollektiver Ebene die Heilung einer „Wurzel unserer abendländischen Kultur“ und auf individueller Ebene ein Weg der inneren Heilung des Menschen. Die Denkmalgestaltung zeigt wie beides miteinander verwoben ist.
Das Jerusalem Friedensmal befindet sich zwischen dem Fürstenlager (Bensheim-Auerbach) und dem Felsenmeer am Europäischen Fernwanderweg E8, dem Alemannenweg und dem Pilgerweg Camino Incluso. Blickt man von hier aus nach Westen zwischen den beiden Hügeln in die Rheinebene, so sieht man die Silhouette der Stadt Worms mit ihrem großen Dom am Horizont. Worms ist die geographisch mittlere der drei SchUM-Städte Speyer, Worms und Mainz, die im Hochmittelalter das Jerusalem am Rhein bildeten.

## Wirtschaft und Infrastruktur

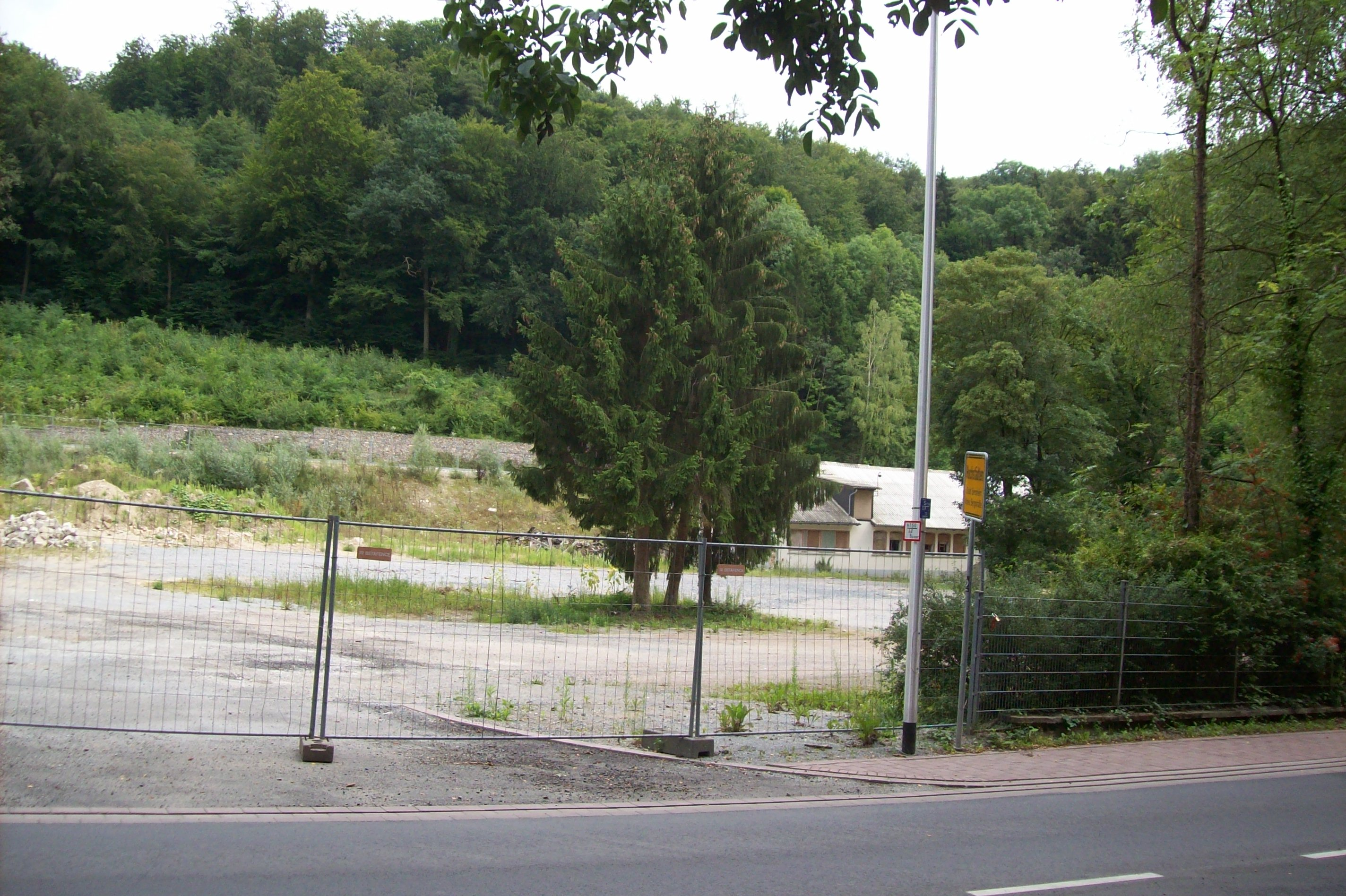
Das Gelände des ehemaligen Marmoritwerkes

In dem Hochstädter Werk der Knauf Marmorit GmbH arbeiteten ca. 80 Mitarbeiter. Hier wurden hochwertige Edelputze hergestellt und neue Produkte in diesem Bereich getestet. Das Marmorit-Werk nahm vor über 140 Jahren den Betrieb auf. Seither befasste man sich in erster Linie mit dem Abbau von Marmor in Stollen unter Tage. In den siebziger Jahren wurde das Familienunternehmen verkauft, seit den Achtzigern gehört es zur Unternehmensgruppe Knauf mit Hauptsitz in Bollschweil bei Freiburg im Breisgau. Zum 31. März 2008 wurde der Standort Bensheim-Hochstädten nach 143 Jahren Werkgeschichte geschlossen und die Anlage verschrottet. Die Abrissarbeiten auf dem ehemaligen Werksgelände wurden im August 2009 abgeschlossen.